# Petermännchen
Die Petermännchen (Trachinidae) sind eine Familie von Fischen aus der Ordnung der Barschartigen (Perciformes), die überwiegend im östlichen Atlantik, im Mittelmeer und im Schwarzen Meer verbreitet sind. Das Gewöhnliche Petermännchen (Trachinus draco) kommt auch in der Nordsee und der westlichen Ostsee vor. Eine weitgehend unbekannte und zweifelhafte Art, Trachinus cornutus, soll vor der Küste Chiles vorkommen.

## Name
Der Name „Petermännchen“ soll von seinem niederländischen Namen „pieterman“ abstammen und wird damit erklärt, dass niederländische Fischer gefangene Exemplare wegen der Gefährlichkeit der Stacheln meist wieder ins Meer zurückgeworfen und sie dabei als Opfergabe ihrem Schutzheiligen Petrus geweiht hätten.

## Merkmale
Petermännchen sind langgestreckte, seitlich abgeflachte Grundfische, die 15 bis 53 cm lang werden. Ihre Augen liegen auf der Kopfoberseite, die Maulspalte ist steil. Die Rückenflosse ist zweigeteilt, die erste ist kurz und wird von 5 bis 7 Stacheln gestützt, die zweite, langgestreckte von 21 bis 32 Weichstrahlen. Die Afterflosse hat zwei Stacheln und 24 bis 34 Weichstrahlen. Die Bauchflossen sind kehlständig und besitzen einen Stachel und fünf Weichstrahlen, die Brustflossen 15 Flossenstrahlen. Der Kopf ist schuppenlos, der Rumpf mit kleinen Rund- oder Kammschuppen bedeckt. Die Seitenlinie ist vollständig, eine Schwimmblase kann vorhanden sein oder fehlen.

## Giftigkeit
Die Flossenstacheln der ersten Rückenflosse und ein Stachel auf dem Kiemendeckel sind giftig. Durch ihre Giftigkeit und die Gewohnheit, sich in Strandnähe in Sand oder Schlamm einzugraben, stellen einige Arten eine Gefahr für Badegäste dar. Sie zählen zu den gefährlichsten europäischen Gifttieren. Die Giftmischung, die durch die Tiere abgegeben wird, enthält unter anderem Serotonin und Proteine, die eine Histaminausschüttung hervorrufen.
Eine Vergiftung verläuft in der Regel nicht tödlich, sie verursacht oft starke, meist sehr schmerzhafte Schwellungen, die sehr lange anhalten können. Einige Menschen reagieren jedoch allergisch auf das Gift, was zu Schwindel, Kopfschmerzen, Bewusstlosigkeit oder gar einem Herzstillstand führen kann. Bei Verdacht auf eine Vergiftung sollte umgehend ein Arzt aufgesucht werden.

## Lebensweise
Petermännchen kommen in Küstennähe bis in Tiefen von 150 Metern vor. Während des Tages vergraben sie sich bis zu den Augen im Sand oder Schlamm, und in der Nacht streifen sie umher. Sie ernähren sich von kleinen Bodenfischen und Krebstieren. Die Eier und Larven dieser Tiere leben im pelagischen Lebensraum.

## Innere Systematik

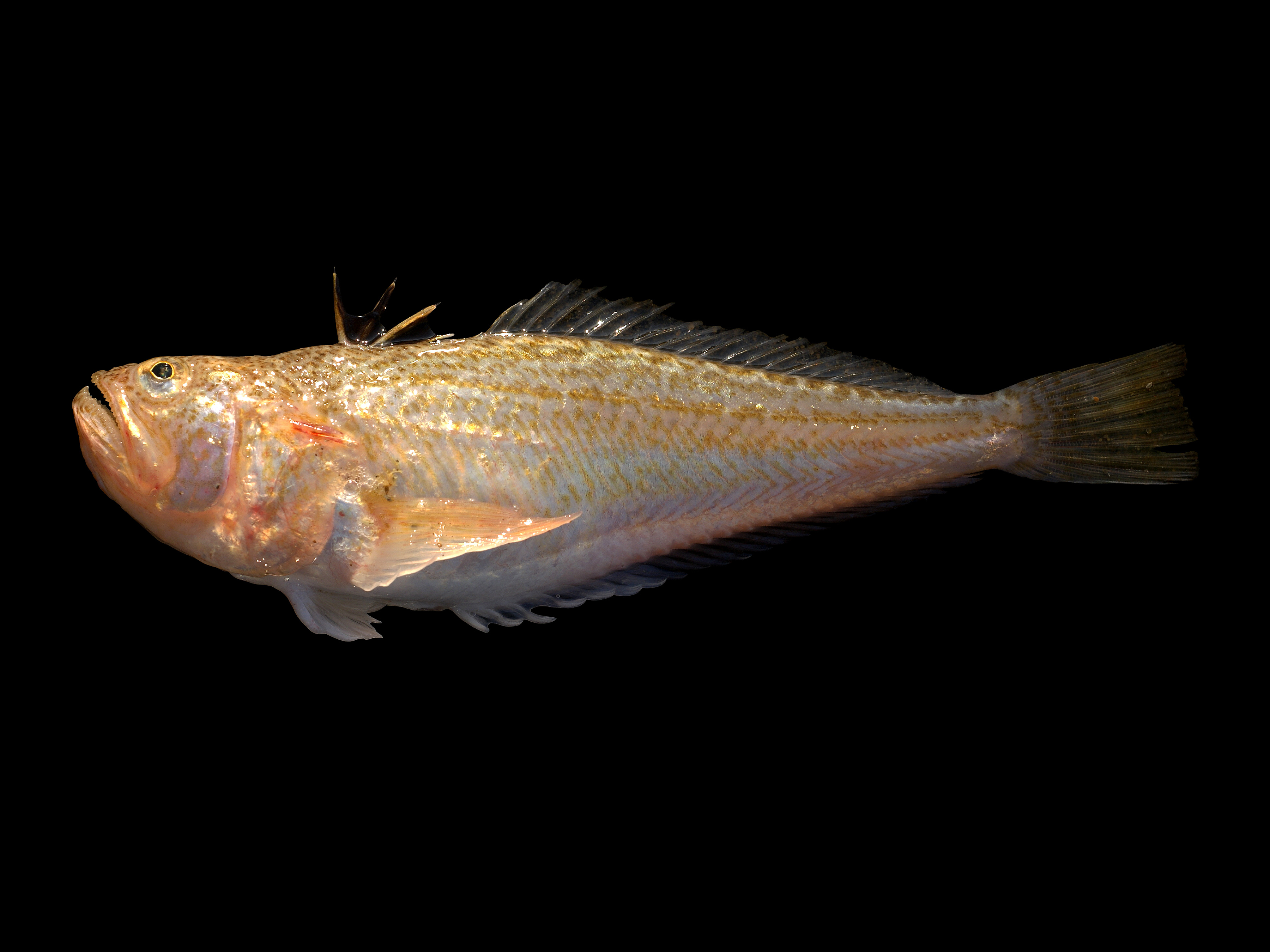
Viperqueise

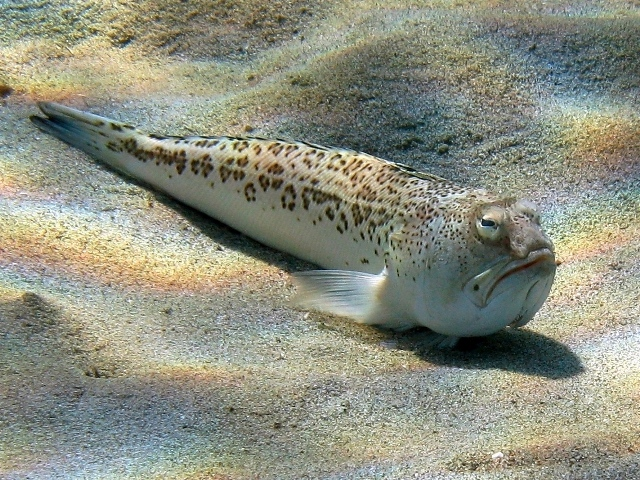
Strahlen-Petermännchen

Es gibt zwei Gattungen und neun Arten:
- Echiichthys
  - Viperqueise (Echiichthys vipera) (Syn.: Trachinus vipera; auch: Kleines Vipermännchen) – Verbreitung: Östliche Atlantikküste von Schottland bis Westafrika, Mittelmeer
- Trachinus
  - Mittelmeer-Petermännchen (Trachinus araneus) – Verbreitung: Östlicher Atlantik, Mittelmeer
  - Gewöhnliches Petermännchen (Trachinus draco) auch: Großes Petermännchen, Großer Weberfisch – Verbreitung: Nordöstlicher Atlantik, Nordsee, Mittelmeer, Schwarzes Meer
  - Strahlen-Petermännchen (Trachinus radiatus) – Verbreitung: Mittelmeer, afrikanische Atlantikküste von Marokko bis Senegal
  - Trachinus armatus – Verbreitung: Afrikanische Atlantikküste von Mauretanien bis Angola
  - Trachinus collignoni – Verbreitung: Afrikanische Atlantikküste von Gabun bis Kongo
  - Trachinus cornutus – Verbreitung: Südöstlicher Pazifik vor Chile
  - Trachinus lineolatus – Verbreitung: Afrikanische Atlantikküste von Guinea-Bissau bis Gabun
  - Trachinus pellegrini – Verbreitung: Afrikanische Atlantikküste von Senegal bis Nigeria

## Wirtschaftliche Bedeutung
Petermännchen sind hauptsächlich Beifang in Netzen und beim Angeln. Sie werden auch als Speisefische genutzt. In Frankreich gelten sie wegen ihres trockenen (fettarmen), aber schmackhaften Fleisches als Delikatesse. Dort ist gesetzlich vorgeschrieben, dass den Fischen die Flossenstacheln entfernt werden, bevor sie in den Handel gelangen, da diese oft noch längere Zeit nach dem Fang aktiv sein können.